# Gabriel Urwitz
Gabriel Urwitz, född 29 december 1949, är en svensk finansman och företagsekonomisk forskare.
Urwitz doktorerade vid Carnegie-Mellon University. Tillsammans med Robert Weil skapade han Gotagruppen 1986–1990 genom en sammanslagning av ett större antal provinsbanker med Götabanken. Urwitz var ordförande och verkställande direktör i Gota Bank under perioden april 1989 – augusti 1992. Urwitz är styrelseordförande i och grundare av det svenska riskkapitalbolaget Segulah. Han var 1987–2002 adjungerad professor i finansiell ekonomi vid Handelshögskolan i Stockholm och blev utnämnd till ekonomie hedersdoktor vid Handelshögskolan i Stockholm 2009.

## Utmärkelser
- Ekonomie hedersdoktor vid Handelshögskolan i Stockholm (ekon.dr h.c.) 2009